# Josef Fleischlinger
Josef Fleischlinger (Brno, 12 dicembre 1911 – Brno, 4 aprile 2013) è stato un cestista, allenatore di pallacanestro, arbitro di pallacanestro e arbitro di hockey su ghiaccio cecoslovacco.

## Carriera

### Pallacanestro
Nel corso degli anni trenta Fleischlinger giocò nel Sokol Brno. Dopo la seconda guerra mondiale intraprese la carriera di allenatore. Nel 1946 fu il vice allenatore della Cecoslovacchia, vincitrice dell'oro ai FIBA EuroBasket 1946.
In seguito è stato capo allenatore della Nazionale in due edizioni dei FIBA EuroBasket: in entrambe le occasioni (Cecoslovacchia 1947 e Ungheria 1955) ha vinto la medaglia d'argento. Ha guidato la squadra anche alle Olimpiadi del 1948 e del 1952. Negli stessi anni ha guidato il Brno (all'epoca denominato Spartak Brno) alla conquista di 5 campionati cecoslovacchi.
È stato inoltre arbitro internazionale e ha ricoperto l'incarico di commissario arbitrale FIBA.

### Hockey su ghiaccio
Fleischlinger è stato arbitro di hockey su ghiaccio; ha diretto anche ai V Giochi olimpici invernali di Sankt Moritz.

## Palmarès

### Allenatore
- Campionato cecoslovacco: 1

Sokol Brno I: 1945-46